# ぎょう鉄
ぎょう鉄（撓鉄あるいは鐃鉄、ぎょうてつ）とは、金属の加工技術の一つ。厚鋼板の表面に加熱と冷却を加え、熱膨張と収縮により鋼板内部に生じる応力を利用して、外力を加えることなく鋼板を湾曲させて曲面を形成していく技術をいう。

## 概要
厚鋼板の表面に、酸素アセチレン炎を用いて直線状に局部的な加熱を加えると、加熱された箇所は膨張しようとするが、周囲の非加熱箇所の圧縮応力の方が勝り、局部的な膨張にとどまる。次に加熱箇所に水をかけて冷却すると、加熱箇所は収縮して周囲の非加熱箇所に引張応力を及ぼすため、加熱していない裏面との応力の差で、鋼板は加熱・冷却した側に向かって加熱線を軸とした角変形を起こす。ぎょう鉄は、この作用を利用して外力を加えず内部応力により厚鋼板を曲げる技術であり、加熱線の本数や方向、加熱・冷却の度合い等により様々な方向・曲率で鋼板を曲げて複雑な曲面を形成することができる。
おもに鋼製船舶の建造のための技術として発達してきた。船体は複雑な曲面で構成されており、プレス加工により難い3次元方向の曲面が多く、また、叩き加工では騒音・振動が甚だしいことから、鋼板の品質向上と併せ、叩かずに熱膨張・収縮による内部応力のみを利用して曲げる方法が発達した。
職人の手作業によって担われてきた技術であり、習得するには熟練を要し、「職工として自立できるまで最低でも10年は要する」等と評されることも多い。船首のバルバス・バウや船尾の舵・推進器まわりなどの複雑な船体曲面を形成するのには不可欠の技術である。
2010年代頃から、バルバス・バウではなくバルブレス船首形状を採用する船が増えつつある背景の一つには、ぎょう鉄技術者の育成が難しく、常に不足気味で、自動化も困難なため建造工程上の隘路になりやすいという事情もある。

## 手順
1. 予め、図面に基づき、製作箇所の形状を表現した実物大の木枠（立体ゲージ）を製作する[2]。
2. 船材の鋼板の曲げ方向と加熱・冷却を施す箇所・手順を検討する。必要に応じてマーキングする。
3. 鋼板の表面を、アセチレンガスバーナーなどで加熱しながら、ホースで水をかけて冷却する[2][4]。鋼板は、加熱・冷却を加えた側に向かって曲がっていく[2]。
4. 必要な形になるように、場所・方向を変えながら加熱・冷却を繰り返す[2][4]。
5. 時々木枠を当てて曲がり具合を確認しながら作業を進める[2]。予定した形状が得られたら、作業完了となる。